# 江珍
江珍（1508年—1578年），字民璞，號漸江，直隸徽州府歙縣篁墩溪南人，明朝政治人物。

## 生平
嘉靖十九年（1540年）庚子科庚子應天府鄉試第三十二名。嘉靖二十三年（1544年），登三甲第九十三名進士。授高安县知县，擢礼部主客司主事，丁父忧归。服除，復任原职。又丁继母张氏憂，除服，补南兵部车驾司主事，轉员外郎、郎中，出为广信府知府。四十一年十月覆論江西剿平流賊功罪，調廣信知府江珍簡僻用。
嘉靖四十三年（1564年）補任鄖陽府知府，尋轉江西副使，进浙江右参政、分守金衢嚴道，四十五年以破浙江礦賊功，升江西按察使。
隆慶元年（1567年）二月，由江西按察使升任雲南右布政使。會肺病发作，投劾歸，尋轉貴州左布政使，累疏乞休，不报，會病愈，乃赴任，以前疏题覆致仕。著有《溪上稿》、家谱数卷。

## 家族
曾祖江永禎；祖父江文瀚；父江才，母鄭氏；繼母張氏。具庆下。兄江琇、江珮、江瓘（生员）。弟江瑄、江璐。